# Ancylomenes kobayashii
Ancylomenes kobayashii is een garnalensoort uit de familie van de Palaemonidae. De wetenschappelijke naam van de soort is voor het eerst geldig gepubliceerd in 2002 door Okuno & Nomura.